# イオンモール茨木
イオンモール茨木（イオンモールいばらき）は、大阪府茨木市に位置し、イオンモール株式会社が運営する大型ショッピングモール。イオンスタイル茨木と150の専門店で構成されている。

## 概要

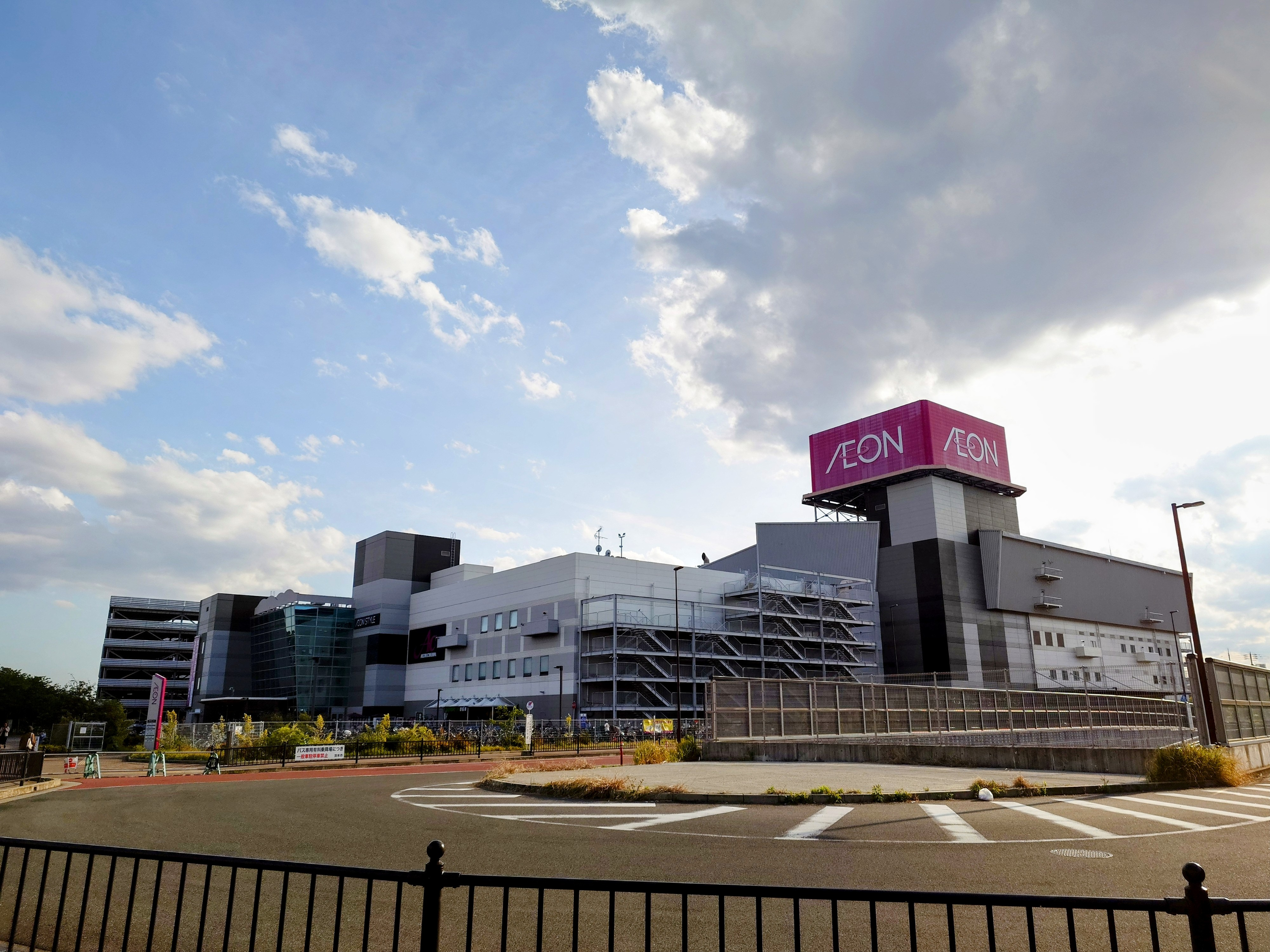
JR京都線側から見た外観

当ショッピングセンターの敷地は1982年（昭和57年）に操業を終えた日本専売公社（現・日本たばこ産業）の茨木工場跡地で、1990年代前半までは大規模郊外百貨店「茨木そごう」の出店が計画されていた。しかし、そごうの経営不振が続き、計画が断念された経緯がある。
その後、マイカルと日本たばこ産業によってショッピングセンターが建設され、2001年（平成13年）1月1日にマイカル茨木として開業。マイカルは1990年代から各地で数多くの大型SCを開業させてきたことが一因となり、資金調達の難航から同年9月に経営破綻したため、従前のマイカルが開発した最後の大型SCとなった。土地や建物・湧出する温泉は日本たばこ産業の所有となっている。
2011年（平成23年）3月1日に、それまで営業を行っていたマイカルとイオンリテールが合併したのを機に、核店舗の一つである茨木サティをイオン茨木店に名称変更。ショッピングセンター名も「イオン茨木ショッピングセンター」に変更した。
2011年（平成23年）から進められたイオンの大型ショッピングセンターの名称の「イオンモール」への統一に伴い、2015年（平成27年）4月29日の全館リニューアルを機に「イオン茨木ショッピングセンター」から「イオンモール茨木」に名称が変更されたがそれに先駆け4月24日にソフトオープンがなされた際に公式ホームページは同名称となっている。なお、リニューアルに際し茨木ビブレが閉店となった。
SC北側の松ケ本町バスターミナルには、スクールバスなどの誘導のために、市から委託された警備員が交通整理にあたっているが、このターミナルには、もう一つの核店舗である茨木ビブレの商品搬送車両の出入り口も設置されており、同店に出入りする搬送車両についても、茨木市と契約した警備員が交通整理にあたっている。なおこのバスターミナルは都市計画道路茨木松ヶ本線用地を一時的に転用したものであり、今後の茨木松ヶ本線整備計画によっては廃止ないし移転となる。

## 沿革
- 2001年（平成13年）1月1日 - マイカル茨木開業。
- 2008年（平成20年）
  - 3月14日 - 茨木サティ食品フロアリニューアルオープン。
  - 3月16日 - 茨木ビブレ食品フロア営業終了。
  - 7月 - 1階エムズウォークにイオン銀行開業。
  - 9月19日 - リニューアルオープン。
- 2009年（平成21年）12月13日 - マツヤデンキ閉店。
- 2011年（平成23年）3月1日 - 茨木サティを「イオン茨木店」、SC名を「イオン茨木ショッピングセンター」に、それぞれ名称変更。
- 2013年（平成25年）
  - 7月1日 - ワーナー・マイカル・シネマズ茨木をイオンシネマ茨木に名称変更
  - 11月1日 - 管理・運営がイオンモール株式会社に移行。
- 2015年（平成27年）
  - 2月28日 - 茨木ビブレの営業を終了。
  - 4月24日 - ソフトオープン。
  - 4月29日 - 全館リニューアルオープン。イオン茨木店を「イオンスタイル茨木」、SC名を「イオンモール茨木」に、それぞれ名称変更。
- 2021年（令和3年）
  - 春 - リニューアルオープン。専門店等の新規出店および既存専門店の移転リニューアル等。

## 主なテナント

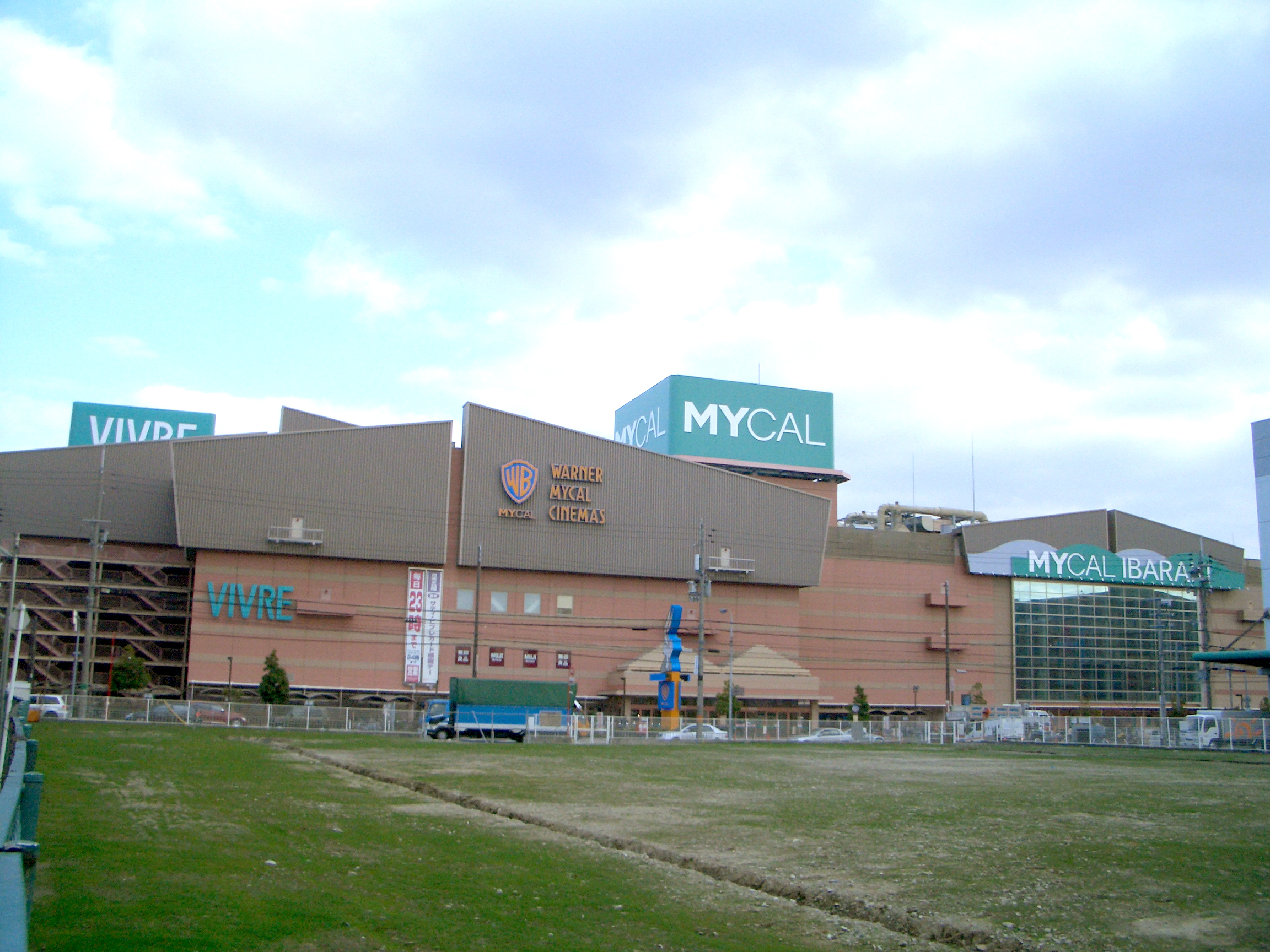
マイカル茨木時代の店舗外観

核店舗であるイオンスタイル茨木の他シネマコンプレックスのイオンシネマ（旧ワーナー・マイカル・シネマズ）茨木などにより構成されている。大阪府道14号大阪高槻京都線（産業道路）をはさんだ別館には、天然温泉施設を併設したコナミスポーツクラブ茨木がある。
出店テナント全店の一覧・詳細情報は公式サイト「ショップ&レストラン」を、営業時間およびATMを設置する金融機関の詳細は公式サイト「インフォメーション」を参照。

### イオンスタイル茨木
1階は「食料品のフロア」、2階は「レディスファッション&メンズファッションのフロア」、3階は「キッズ&ホームファッションのフロア」である。イオンラウンジは3階に設置されている。
なお、近畿地区のイオン既存店舗において最初にイオンからイオンスタイルへリニューアルされた店舗である。

## 付記
- 1974年に開店し、1990年に閉店したニチイ茨木店は当ショッピングセンターとは直接無関係であり、阪急茨木市駅側に店舗が存在した。閉店後の建物はそのまま残っていたが、後に解体され、現在はマンションが建っている。
- 市内には旧ジャスコ店舗の「イオンスタイル新茨木」が存在するが、当ショッピングセンターの「イオンスタイル茨木」の開業より前の1986年7月に開業した。この「新」は旧ジャスコ茨木店（1986年7月閉店）に対して付与されたもので、店舗ブランド統一の際に店舗名重複を防ぐために「新」が残されている。

### 近隣のショッピングセンター
- イオンスタイル新茨木 - 阪急電鉄茨木市駅近くに所在するイオンリテール運営のショッピングセンター。
- イオンモール大日 - 淀川をはさんだ守口市に所在するイオンモール運営の大型ショッピングセンター。
- アル・プラザ茨木 - 茨木IC近くに所在する平和堂運営のショッピングセンター。